# 皕宋楼
皕宋楼，位于浙江省湖州市东门月河街千甓亭内，清光绪初年金石學家陆心源（1834年-1894年）辭官後，在家乡兴建皕宋楼和十万卷楼等私人藏书楼，藏书达15万卷，与海源阁、八千卷樓及鐵琴銅劍樓並称晚清“中国四大藏书楼”。1907年，陆心源长子陸樹藩因救济庚子之乱的难民而负债累累，以及經商失敗，将楼内几乎所有藏书卖往日本岩崎氏靜嘉堂文庫。皕宋楼已被浙江省人民政府列為浙江省省級文物保護單位。

## 歷史
陆心源喜好藏書，建有皕宋楼和十万卷楼，分別收藏宋元和明代書籍。他臨死時雖然告誡過自己的兒子們書籍收藏不易，要防止人亡書散。但他去世13年後，其長子陸樹藩就把藏書全部賣給了靜嘉堂文庫。

20世紀初時局動蕩，陸樹藩其實為保留藏書做過許多努力，如他曾在1899年致书上海工部局請求建立陆氏藏书楼、1902年上书两江总督端方請求在上海建立藏書樓。但最終都未能實施。為了給陆树藩自己發起的救济善會募集賑濟百姓的款項，加上家裡生意不景氣，陸家破產。因此他不得已賣掉了自家全部藏書。為了保持藏書的完整性，他要求“ 只能全部转让，不得分散出售”，最終光绪三十三年（1907年）日本男爵岩崎弥之助以十万元將所有藏書買去。按後來的静嘉堂文库文库长米山寅太郎所說：
|  | 树藩苦于对遗书的保管，由明治三十八年末及次年三十九年春之际，秘密地派使者传告日本国，陆打算出售该书，开始希望由日本宫内省收购，但未成功。时弥之助的同乡前辈宫内大臣田中光显伯爵及静嘉堂文库长重野博士相继地为弥之助出谋...三十九年三月，文库派遣岛田重礼的次子...在本文库任文库员的岛田翰（又名彦桢）到清国。岛田翰是在四月十八日抵苏州，亲自对陆氏遗书进行了实地的调查。 |